# Комплекс црпне станице „Кучка“
Комплекс црпне станице „Кучка“ се налази у Апатину, представља непокретно културно добро као споменик културе.

## Опште информације
Комплекс ове црпне станице чине: зграда у којој се били смештени радионица и машинско постројење, високи димњак, стамбене зграде радника који су ту радили, канал за одвођење сувишне воде са поља у Дунав, вентил за отварање и затварање уставе у зависности од водостаја Дунава, чија је функција била да спречи продор дунавске воде у поља, као и затворен бунар са витлом.
Подигнут је крајем 19. века и заузима површину од око 40 ари. Црпна станица покретана је воденом паром. Данас је ван употребе и обрасла је бршљеном. Сви објекти грађени су од опеке, са двоводним крововима покривеним бибер црепом. Станица је приземна, неправилне основе, са централним ризалитом који управно излази из зидне масе и надвисује бочна крила. Над ризалитом је таласасто уобличен кров са два троугласта забата. Прозорски отвори су лучно завршени. Димњак је одвојен од станице; осмоугаоног је пресека и ослања се на провоугаони постамент.
Уписан је у регистар Завода за заштиту споменика културе Војводине 1994. године.